# Lucius Iunius Brutus

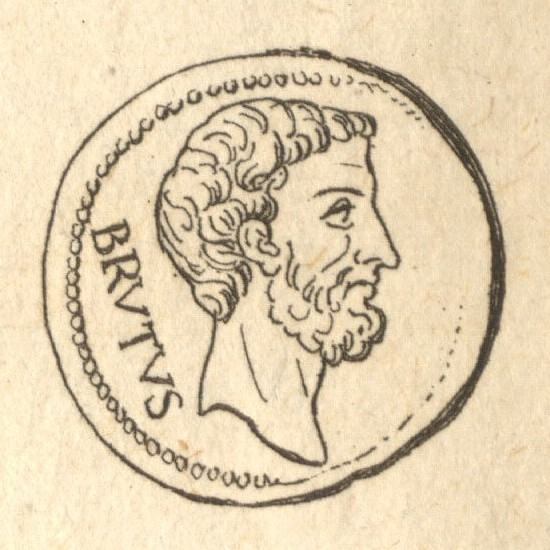
Lucius Iunius Brutus in einer Darstellung auf einer späteren Münze. Aus Eckhel: Kurzgefasste Anfangsgründe zur alten Numismatik. Wien 1787

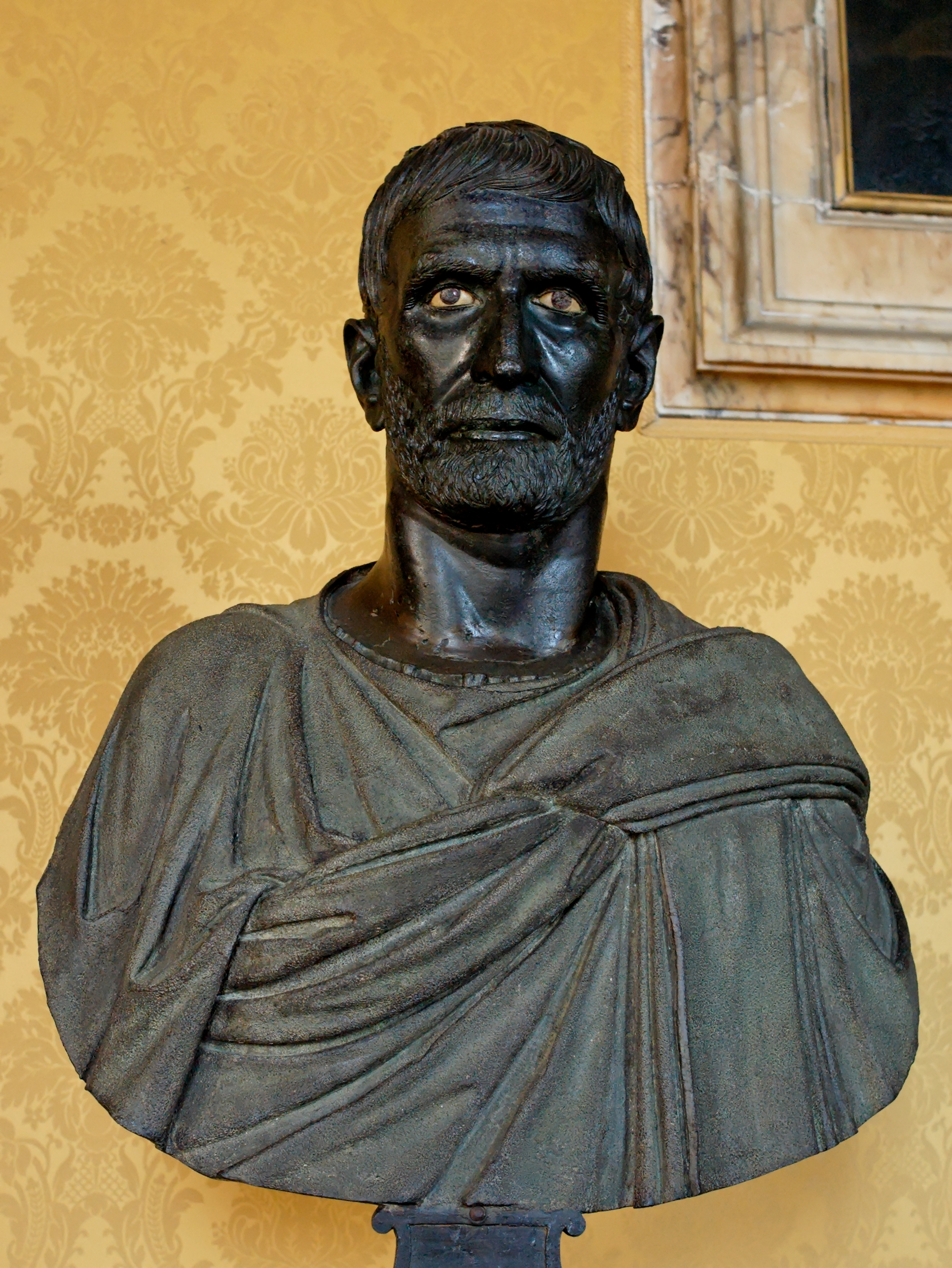
Büste eines Unbekannten aus der mittleren Republik (so genannter „Kapitolinischer Brutus“); Rom, Kapitolinische Museen

Lucius Iunius Brutus († angeblich 509 v. Chr.) stammte der Sage nach aus der Familie der Tarquinier und war der erste Konsul bzw. praetor maximus der römischen Republik nach dem Sturz des letzten etruskischen Königs von Rom, Tarquinius Superbus.
Der heutigen Forschung zufolge hat Brutus allerdings womöglich gar nicht existiert. Es gibt praktisch keine authentischen Quellen, die bis in die Zeit der frühen Republik zurückreichen. Spätere Autoren haben die spärliche Überlieferung immer freier ausgestaltet, teilweise aus Eigeninteresse. So erfand vermutlich das plebejische (und damit erst während der mittleren Republik, ab Ende des 4. Jahrhunderts v. Chr., politisch wirksame) Geschlecht der Iunii Bruti einen mythischen Vorvater, der angeblich Patrizier gewesen sein soll, so wie alle Konsuln der frühen Republik.
Brutus soll maßgeblich an der Vertreibung des letzten etruskischen Königs Tarquinius Superbus im Jahr 509 v. Chr. beteiligt gewesen sein. Die Königsherrschaft wurde dabei durch die römische Republik (libera res publica) abgelöst.

## Sage
Gemäß der Überlieferung war Brutus der Sohn Tarquinias, der Schwester des Königs Tarquinius Superbus. Nachdem der König den Bruder des Brutus und andere vornehme Bürger hatte ermorden lassen, stellte Brutus sich schwachsinnig, um dem König keinen Anlass zu geben, ihn zu fürchten und deshalb töten zu lassen. Das brachte ihm den Spitznamen Brutus (lat. „Dummkopf“) ein, den er in Übereinstimmung mit seiner Verstellung klaglos hinnahm.
Als König Tarquinius über ein ungünstiges Omen erschrocken war und zwei seiner Söhne zum Orakel von Delphi geschickt hatte, um dieses darüber zu befragen, begleitete Brutus sie. In Delphi angekommen, baten die Söhne des Tarquinius das Orakel, ihnen zu offenbaren, wer von ihnen in Rom herrschen werde. Als sie die Antwort erhalten hatten, dies werde derjenige sein, der als Erster seine Mutter geküsst haben werde, glaubten die Tarquinier, dies beziehe sich auf ihre biologische Mutter. Brutus aber erkannte, dass das Orakel von der gemeinsamen Mutter aller Menschen, der Erde, sprach, gab vor zu stürzen und küsste sie.

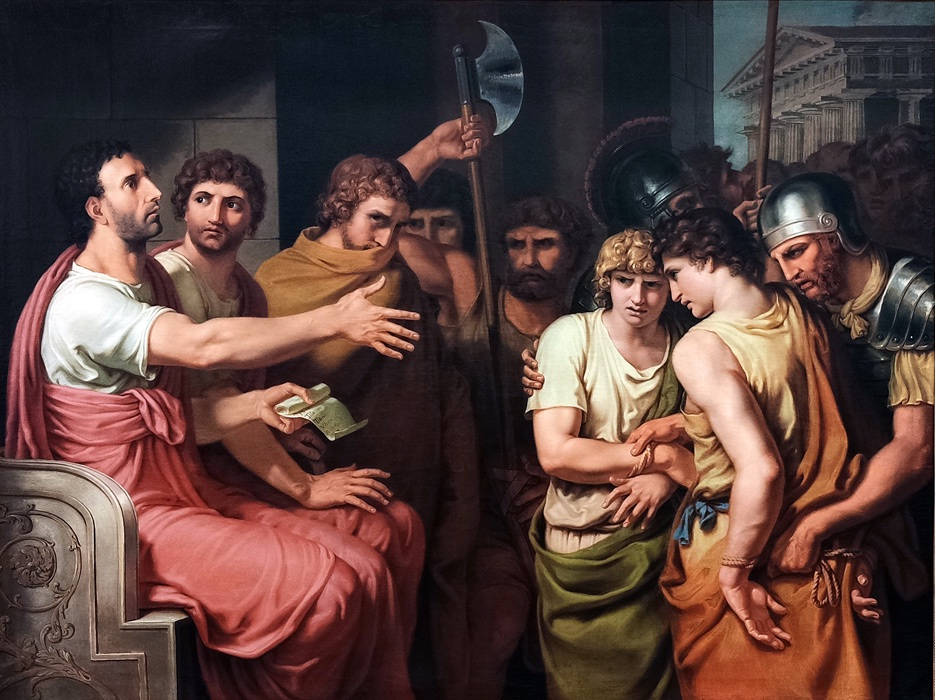
Johann Heinrich Wilhelm Tischbein: Brutus entdeckt die Namen seiner Söhne auf der Liste der Verschwörer und verurteilt sie zu Tode. Ölgemälde im Kunsthaus Zürich

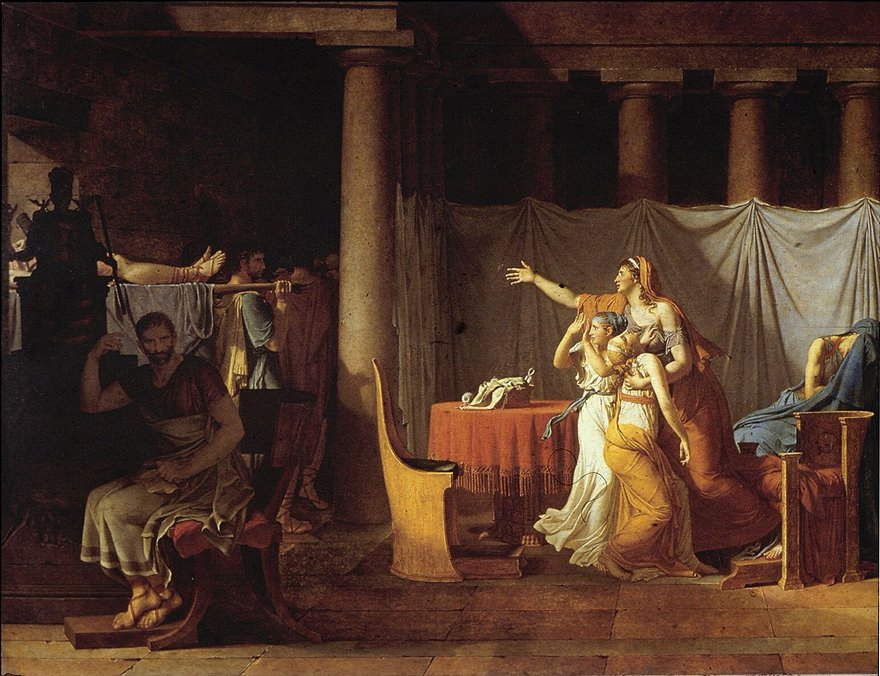
Jacques-Louis David: Die Liktoren bringen Brutus die Leichen seiner Söhne (1789)

Sextus, der jüngste Sohn des Königs vergewaltigte der Überlieferung nach Lucretia, die Gattin des Lucius Tarquinius Collatinus. Lucretia ließ unter anderem ihren Mann und Brutus schwören, sie zu rächen, und erstach sich. Brutus sah die Gelegenheit, den König zu stürzen.
Lucretias Leiche wurde aus dem Haus aufs Forum ihres Wohnortes Collatia getragen; Brutus, der seinen vorgeblichen Blödsinn ablegte, brachte das Volk zunächst dort und dann auch in Rom mit flammenden Reden über den Hochmut und die Verbrechen des Königs und seiner Sippe gegen diesen auf. Er erwirkte einen Beschluss, mit dem der König die Herrschaft verlor und zusammen mit seiner Familie verbannt wurde. Gemäß der Sage bildete Brutus im Jahr 509 v. Chr. zusammen mit Collatinus das erste römische Konsulpaar.
In der Folge konnten die Tarquinier Brutus’ Söhne, Titus und Tiberius, dazu gewinnen, sich mit ihnen zu verschwören, um die Königsherrschaft wiederherzustellen; das Komplott wurde entdeckt, und Brutus ließ seine Söhne hinrichten. Brutus selbst soll später im Zweikampf gegen Arruns, einen Sohn des vertriebenen Königs, gefallen sein. Die heutige Forschung geht davon aus, dass das Konsulat erst viel später eingeführt wurde; nach der Königsherrschaft war das höchste Amt vermutlich zunächst der praetor maximus.

## Wirkung
Die Mörder von Caesar (44 v. Chr.) nahmen die Sage als Vorbild für ihre Tat, insbesondere Marcus Iunius Brutus, der als direkter Nachfahre des Republikgründers angesehen wurde. Aber auch unter Caesars Erben Augustus wurde Brutus als Verkörperung römischer Tugenden hervorgehoben, vor allem von Livius und Vergil.

## Büste
Seit dem 16. Jahrhundert befindet sich im Konservatorenpalast in Rom eine Büste, die von Kardinal Rodolfo Pio da Carpi der Stadt Rom aus seiner Sammlung vermacht wurde. Diese Kapitolinischer Brutus genannte Büste wurde seit damals mit Brutus identifiziert.